# Sun Yujie
Sun Yujie (孙玉洁S, Sūn YùjiéP; Anshan, 10 agosto 1992) è una schermitrice cinese, specializzata nella spada.

## Palmarès
- Giochi olimpici:

Londra 2012: oro nella spada a squadre e bronzo nella spada individuale.
Rio de Janeiro 2016: argento nella spada a squadre.
- Mondiali

Catania 2011: argento nella spada individuale e nella spada a squadre.
Mosca 2015: oro nella spada a squadre.
Lipsia 2017: argento nella spada a squadre.